# N898 (België)
De N898 is een gewestweg in de Belgische provincies Luxemburg en Namen. Deze weg vormt de verbinding tussen Melreux en Noiseux.
De totale lengte van de N898 bedraagt ongeveer 5 kilometer.

## Plaatsen langs de N898
- Melreux
- Monville
- Fronville
- Deulin
- Noiseux